# Plongeur CMAS 3 étoiles
 (août 2025).
Le niveau plongeur CMAS 3 étoiles ("three star diver" en anglais) est le troisième niveau de plongeur défini par la Confédération mondiale des activités subaquatiques (CMAS).
Il permet d'effectuer des plongées en autonomie dans des eaux peu profondes, et au sein d'une palanquée encadrée par un Dive Leader jusqu'à une profondeur maximum de 40 mètres.
Les niveaux de plongeur CMAS ont été définis afin de permettre aux plongeurs de voir leurs qualifications locales reconnues à l'étranger. Le niveau de plongeur CMAS 3 étoiles est généralement obtenu par équivalence à l'obtention du troisième brevet de plongée des fédérations nationales membres de la CMAS. En France, il est obtenu par équivalence à l'obtention du brevet de plongeur niveau 3 de la Fédération française d'études et de sports sous-marins (FFESSM).

## Prérogatives
Le plongeur titulaire du niveau CMAS 3 étoiles peut  :
- Apprécier les risques encourus sur un site qui lui est proposé et déterminer la sécurité nécessaire à mettre en œuvre.
- Conduire toute plongée avec palier de décompression
- Conduire toute plongée spécialisé pour laquelle il a reçu la formation correspondante.
- Planifier et réaliser les procédures de secours appropriées à l’environnement de plongée et les activités correspondantes.
- Agir en tant qu’assistant à un instructeur CMAS pour contrôler les étudiants et assurer la sécurité. Cependant, le plongeur CMAS 3 étoiles n’a aucune prérogative d'enseignement.